# L.G. Gill
L.G. Gill (Chesterfield Court House, 24 dicembre 1994) è un cestista statunitense.

## Palmarès
- Campionato kosovaro: 1

KB Ylli: 2020-21
- Liga Unike: 1

KB Ylli: 2021